# Adolfo González-Posada y Biesca
Adolfo González-Posada y Biesca (Oviedo, 18 de setembre de 1860 - Madrid, 10 de juliol de 1944) fou un jurista, sociòleg, traductor i escriptor espanyol vinculable al Regeneracionisme, acadèmic de la Reial Acadèmia de Ciències Morals i Polítiques des de 1913.

## Biografia
La seva família pertanyia a la petita burgesia ovetense i es dedicava al negoci de la joieria des que l'avi matern la fundés. Es va matricular en Dret en 1874. Es va llicenciar en tots dos drets per la Universitat d'Oviedo en 1877 i va marxar a Madrid amb la intenció d'estudiar Filosofia i Lletres, la qual cosa no va arribar a fer. Va tornar a Oviedo a exercir l'advocacia en el bufet del seu parent, Manuel Pedregal y Cañedo. Torna a Madrid per iniciar el doctorat entre 1879 i 1880 i entra en contacte amb el Krausisme. Deixeble de Francisco Giner de los Ríos es manifestava així sobre la influència del seu mestre en el seu propi pensament: "Tota la meva vida professional, i en ella la meva modesta labor de conreador de les disciplines de l'Estat, va girar al voltant del curs de Principios de Derecho político de Giner: un Dret Polític de caràcter krausista, sens dubte, per la seva base ètica, els seus supòsits metafísics i el seu sentit essencialment orgànic, però d'una profunda originalitat enfront de les tendències llavors invasores de l'organicisme sociològic".
Es pot considerar dins de l'anomenat Krausopositivisme. Va introduir i va desenvolupar l'estudi del dret municipal. Va ser catedràtic de Dret polític de la Universitat d'Oviedo, per passar després a ensenyar Dret municipal a Madrid i, des de 1919, Dret Polític fins a la seva jubilació el 1931. En 1917 fou vicepresident de la Institución Libre de Enseñanza i el 1918 representà Espanya al Congrés Internacional del Treball a Washington. Fou senador per Oviedo entre 1921 i 1922 amb el Partido Reformista de Melquíades Álvarez. Va ser un dels fundadors en 1871, juntament amb altres il·lustres escriptors ovetenses estudiants de dret, de la tertúlia del Bilis Club en la Cerveseria Escocesa de la Carrera de San Jerónimo. El seu arxiu va quedar destrossat durant la Guerra Civil el 1936.
Escriptor molt prolífic —la llista de llibres, opuscles i articles de revista depassa els tres-cents títols— destaquen especialment España en crisis (1923), La reforma constitucional (1931); La crisis del Estado y el Derecho político (1934); La República Argentina. Impresiones y Comentarios (Madrid, 1912); En América. Una campaña (1911); La República del Paraguay (Madrid, 1911); Leopoldo Alas Clarín (Oviedo, 1946); La idea pura del Estado (Madrid, 1944); Pedagogía (Valencia, ¿1910?); Teorías políticas (1905); Tratado de derecho político (1929). Últimament s'han editat els inèdits Breve historia del Krausismo español (Oviedo, 1981) i Fragmentos de mis memorias (Oviedo, 1983). Va fer una tasca meritòria com a traductor de matèries jurídiques de l'alemany, del francès i de l'anglès.

## Obres
- La enseñanza del Derecho en las universidades (1889).
- Estudios sobre el régimen parlamentario en España. Madrid: Biblioteca Económica Filosófica, 1891.
- Amb Urbano González Serrano, La amistad y el sexo: cartas sobre la educación de la mujer Madrid, 1893 (Imprenta de Enrique Rubiños).
- Tratado de derecho político Madrid: Librería de Victoriano Suárez, 1893-1894, muy reeditado después.
- Guía para el estudio y aplicación del Derecho Constitucional de Europa y América Madrid: Sucesores de Rivadeneyra, 1894.
- Tratado de derecho administrativo: según las teorías filosóficas y la legislación positiva Madrid: Librería de Victoriano Suárez, 1897-1898, reeditado después.
- Feminismo. Madrid: Ricardo Fe, 1899; reeditado en edición de Oliva Blanco en Madrid: Cátedra y Oviedo: Consejería de Educación, Cultura, Deportes y Juventud del Principado de Asturias, 1994.
- El sufragio: según las teorías filosóficas y las principales legislaciones Barcelona: Manuel Soler, s. a., entre 1900 y 1903.
- El materialismo histórico (1902)
- La sensibilidad en las diversas clases sociales Madrid: s.n., 1903.
- Socialismo y reforma social: Las fórmulas del marxismo, Materialismo histórico, El Capital de Marx, El factor económico, Socialistas y juristas, Socialismo y cuestión agraria, El deber social, El contrato de trabajo, La jornada de ocho horas… Madrid: s.n., 1904 (Tip. Ricardo Fe)
- Política y enseñanza: política pedagógica. La reforma de la primera enseñanza. La segunda enseñanza Madrid: Daniel Jorro, 1904.
- Teorías políticas (1905)
- Derecho político comparado: capítulos de introducción, Madrid: Librería General de Victoriano Suárez, 1906.
- Principios de Sociología Madrid: Ginés Carrión, 1908.
- Autores y libros Valencia: F. Sempere y Comp.ª, ¿1909?
- Pedagogía (Valencia, ¿1910?)
- Para América desde España: crónicas y artículos París, 1910 (Tours: Deslis hermanos)
- Sociología contemporánea Barcelona: José Gallach, s. a.
- Evolución legislativa del régimen local en España: 1812-1909 Madrid: Librería General de Victoriano Suárez, 1910. Reimpreso en Madrid: Instituto de Estudios de Administración Local, 1982.
- En América Una campaña: relaciones científicas con América, Argentina, Chile, Paraguay y Uruguay (1911)
- La República del Paraguay (Madrid, 1911)
- La República Argentina. Impresiones y Comentarios (Madrid, 1912)
- La idea del Estado y la guerra europea Madrid: Clásica Española, 1915.
- España en crisis: la política (Madrid: Caro Raggio, 1923)
- Actitud ética ante la guerra y la paz Madrid: Caro Raggio, 1923.
- La crisis del constitucionalismo: discursos pronunciados en la Real Academia de Ciencias Morales, Políticas, Madrid: Viuda e Hijos de Jaime Ratés, 1925.
- La Sociedad de las Naciones y el Derecho Político: superliberalismo Madrid: Caro Raggio, 1925.
- Tratado de derecho político (1929)
- La reforma constitucional (1931)
- Hacia un nuevo derecho político: reflexiones y comentarios. Madrid: Páez, 1931.
- Martínez Marina Madrid, 1933.
- El Derecho Político como espectáculo: (cincuenta años de cátedra) 1883-1933 Madrid, 1933 (Tip. de Archivos)
- La crisis del Estado y el Derecho político (Madrid, 1934)
- La idea pura del Estado (Madrid, 1944)
- Leopoldo Alas Clarín (Oviedo, 1946)
- Breve historia del Krausismo español (Oviedo, 1981)
- Pueblos y campos argentinos: sensaciones y recuerdos Madrid, s.n., s.a., (Imp. Caro Raggio)
- La llama íntima: meditaciones, ensayos, recuerdos Valencia: Prometeo, s.a.
- Fragmentos de mis memorias (Oviedo, 1983).
- Escritos municipalistas y de la vida local; estudio preliminar de Florentino-Agustín Díez González. Madrid: Instituto de Estudios de Administración Local, 1979.